# Естонија у Другом светском рату
Естонија је прогласила неутралност по избијању Другог светског рата (1939–1945), али је земља у више наврата била нападана и окупирана, прво од стаљинистичког Совјетског Савеза 1940. године, затим од нацистичке Немачке 1941. године, и на крају је поново нападнута и поново окупирана 1944. од стране Совјетског Савеза.

## Позадина
Непосредно пре избијања Другог светског рата, у августу 1939, Немачка и Совјетски Савез су потписали нацистичко-совјетски пакт (такође познат као Споразум Молотов-Рибентроп, или немачко-совјетски пакт о ненападању из 1939.), који се тиче поделе и располагања Пољском, Финском, Литванијом, Летонијом и Естонијом, у свом Тајном додатном протоколу.
Територију до тада независне Републике Естоније напала је и окупирала совјетска Црвена армија 16–17. јуна 1940. године. Уследила су масовна политичка хапшења, депортације и погубљења од стране совјетског режима. У летњем рату током немачке операције Барбароса 1941. године, партизанске јединице Шумске браће које се залажу за независност одузеле су велике делове јужне Естоније од совјетских трупа НКВД-а и 8. армије пре доласка немачке 18. армије у то подручје. У јуну и августу 1941. године, совјетски паравојни батаљони за уништавање извели су казнене операције у Естонији, укључујући пљачку и убијање, на основу тактике спаљене земље коју је наредио Јосиф Стаљин. Естонију је окупирала Немачка и укључила у Рајхскомесаријат Остланд 1941–1944.
Након немачке инвазије на СССР 1941, хиљаде Естонаца је регрутовано у совјетску војску (укључујући совјетски 8. естонски стрељачки корпус и друге јединице), а 1941–1944. у немачке оружане снаге. Један број естонских мушкараца који су избегли ове регрутације успели су да побегну у Финску, а многи од њих су тада формирали Фински пешадијски пук 200. Око 40% естонске предратне флоте је реквирирано од стране британских власти и коришћено у атлантским биткама. Отприлике 1000 естонских морнара служило је у Британској трговачкој морнарици, од којих 200 као официри. Мали број Естонаца служио је у Краљевском ретном ваздухопловству, у британској војсци и у војсци САД.
Од фебруара до септембра 1944. године, одред немачке војске „Нарва“ је обуздао совјетско - естонску операцију. Након што су пробиле одбрану II армијског корпуса преко реке Емајиги и сукобиле се са естонским трупама које се залажу за независност, совјетске снаге су поново окупирале копно Естоније у септембру 1944. Након рата, Естонија је остала укључена у Совјетски Савез као Естонска ССР до 1991. године, иако је у Атлантској повељи било наведено да неће бити територијалних прерасподела.
Губици у Другом светском рату у Естонији, процењени на око 25% становништва, били су међу највећим у Европи. Број умрлих у рату и окупацији који су наведени у актуелним извештајима укупно износи 81.000. То укључује смрти у совјетским депортацијама 1941. године, совјетска погубљења, немачке депортације и жртве Холокауста у Естонији.

## Предговор
Пре Другог светског рата, Република Естонија и СССР су потписали и ратификовали следеће уговоре:

### Бријан-Келогов пакт
27. августа 1928. Бријан-Келогов пакт „одрицање од рата као инструмента националне политике“. Ратификовале су Естонија и СССР 24. јула 1929.

### Уговор о ненападању
Са СССР-ом 4. маја 1932.

### Конвенција о дефиницији агресије
3. јула 1933. године, први пут у историји међународних односа, агресија је дефинисана обавезујућим споразумом који су у совјетској амбасади у Лондону потписали СССР и између осталих, и Република Естонија.

### Декларација о неутралности
Естонија, Летонија и Литванија заједнички су прогласиле своју неутралност 18. новембра 1938. у Риги, на Конференцији балтичких министара спољних послова, при чему су њихови парламенти донели законе о неутралности касније те године. Естонија је 1. децембра 1938. усвојила закон којим је ратификовала своју неутралност, а који је направљен по узору на шведску декларацију о неутралности од 29. маја 1938. Такође је важно да је Естонија потврдила своју неутралност већ у свом првом уставу, као и у Тартуском споразуму закљученом 1920. између Републике Естоније и Руске СФСР.

### Молотов-Рибентроп споразум
Рано ујутро 24. августа 1939. Совјетски Савез и нацистичка Немачка потписали су десетогодишњи пакт о ненападању, назван споразум Рибентроп- Молотов. Најважније је да је пакт садржавао тајни протокол, откривен тек након пораза Немачке 1945. године, према којем су државе северне и источне Европе подељене на немачку и совјетску „сферу утицаја“. Финска, Естонија и Летонија су приписане совјетској сфери. Пољска је требало да буде подељена у случају њеног „политичког преуређивања“ — области источно од река Нарев, Висле и Сан,  припале би Совјетском Савезу, док би Немачка окупирала запад. Литванија, суседна Источној Пруској, била би у немачкој сфери утицаја, иако је други тајни протокол договорен у септембру 1939. године доделио већину Литваније СССР-у.

## Почетак Другог светског рата
Други светски рат почео је инвазијом Немачке на Пољску, важног регионалног савезника Естоније. Иако је постојала одређена координација између Немачке и СССР-а на почетку рата, Совјетски Савез је саопштио нацистичкој Немачкој своју одлуку да покрене сопствену инвазију седамнаест дана након немачке инвазије, као резултат, делимично, непредвиђене брзине Пољског војној колапса.
- 1. септембра 1939. Немачка је извршила инвазију на њен део Пољске према пакту Молотов-Рибентроп.
- 3. септембра Велика Британија, Француска, Аустралија и Нови Зеланд објављују рат Немачкој.
- 14. септембра, пољска подморница ОРП Орзел стигла је до Талина, у Естонији.
- Совјетски Савез је 17. септембра извршио инвазију на њен део Пољске према тајном протоколу пакта Молотов-Рибентроп.[16] Током ове инвазије дошло је до тесне координације немачке и совјетске војне активности.[17][18]
- 18. септембра, инцидент у Орзелу; пољска подморница је побегла из интернације у Талину и на крају стигла до Уједињеног Краљевства; Неутралност Естоније доведена у питање од стране Совјетског Савеза и Немачке.

Дана 24. септембра 1939, после инвазије Немачке и СССР-а на Пољску и у светлу инцидента у Орзелу, московска штампа и радио почели су да нападају Естонију као „непријатељску”. Ратни бродови Црвене морнарице појавили су се код естонских лука, а совјетски бомбардери су започели претеће патролирање над Талином и оближњим селима. Москва је захтевала да Естонија дозволи СССР-у да успостави војне базе и стационира 25.000 војника на естонском тлу за време трајања европског рата. Влада Естоније је прихватила ултиматум потписивањем одговарајућег споразума 28. септембра 1939. године.
Пакт је склопљен на десет година:
1. Естонија је дала СССР-у право да одржава поморске базе и аеродроме заштићене трупама Црвене армије на стратешким острвима која доминирају Талином, Финским и Ришким заливом;
2. Совјетски Савез је пристао да повећа годишњи трговински промет са Естонијом и да Естонији да олакшице у случају да Балтик буде затворен за њену робу за трговину са спољним светом преко совјетских лука на Црном и Белом мору;
3. СССР и Естонија су се обавезале да ће бранити једна другу од „агресије било које велике европске силе“;
4. Проглашено је: пакт „не треба да утиче“ на „економске системе и државне организације“ СССР-а и Естоније.[19]

У естонском друштву не постоји консензус о одлукама које је тада донело руководство Републике Естоније.
Када су совјетске трупе умарширале у Естонију, свечани плотуни обе нације изразили су узајамне поздраве, а оркестри су свирали и естонску химну и Интернационалу, химну СССР-а, у то време.
Слични захтеви прослеђени су Финској, Летонији и Литванији. Финска је пружила отпор и 30. новембра ју је напао Совјетски Савез. Пошто је напад оцењен као незаконит, Совјетски Савез је 14. децембра избачен из Лиге народа. Финска је издржала у Зимском рату до марта 1940, када је потписан Московски мировни уговор.
Први губитак становништва за Естонију био је репатријација око 12.000–18.000 балтичких Немаца у Немачку.

## Совјетска окупација
У лето 1940. године окупација Естоније је спроведена као редовна војна операција. 160.000 људи, уз подршку 600 тенкова, концентрисано је за инвазију на Естонију. 5 дивизија совјетског ратног ваздухопловства са 1150 авиона блокирало је цео балтички ваздушни простор изнад Естоније, Литваније и Летоније. Совјетска Балтичка флота је блокирала операције са мора. Совјетском НКВД-у је наређено да буде спреман за пријем 58.000 ратних заробљеника.
Дана 3. јуна 1940. све совјетске војне снаге са седиштем у балтичким државама биле су концентрисане под командом Александра Локтионова.
Семјон Тимошенко је 9. јуна наредио Лењинградском војном округу Црвене армије да буде спреман до 12. јуна да (а) зароби бродове естонске, летонске и литванске морнарице у њиховим базама и/или на мору; (б) зароби естонску и летонску трговачку флоту и сва друга пловила; (ц) припреми инвазију и искрцавање у Талин и Палдиски; (д) затвори Ришки залив и блокира обале Естоније и Летоније у Финском заливу и Балтичком мору; (е) спречи евакуацију естонске и летонске владе, војних снага и средстава; (ф) пружи поморске подршке за инвазију на Раквере; (г) спречи летове естонских и летонских авиона за Финску или Шведску.
Совјетска Балтичка флота је 12. јуна 1940. године добила наређење за потпуну војну блокаду Естоније, према речима директора Руског државног архива Морнаричког одељења Павла Петрова.
Дана 13. јуна у 10.40 совјетске снаге су почеле да се померају на своје положаје. 4 подморнице и неколико јединица лаке морнарице биле су позициониране у Балтичком мору, до Ришког и Финског залива да би се изоловале балтичке државе морем. Морнаричка ескадрила која укључује три дивизије разарача била је позиционирана западно од Најсара како би подржала инвазију. Четири батаљона 1. бригаде маринаца на транспортним бродовима били су позиционирани за искрцавање и инвазију на Најсар и Аегну. Транспортни брод Днестер и два разарача били су позиционирани са трупама за инвазију на престоницу Талин. 50. батаљон је постављен на бродове за инвазију код Кунде. У поморској блокади учествовало је укупно 120 совјетских бродова, укључујући 1 крстарицу, 7 разарача и 17 подморница; 219 авиона укључујући 8. ваздухопловну бригаду са 84 бомбардера и 10. бригаду са 62 авиона.
Дана 14. јуна, док је пажња света била усмерена на пад Париза под нацистичку Немачку дан раније, ступила је на снагу совјетска војна блокада Естоније. Два совјетска бомбардера оборила су фински путнички авион "Калева" који је летео из Талина за Хелсинки са три дипломатске вреће из америчких мисија у Талину, Риги и Хелсинкију и преко 120 килограма дипломатске поште од стране два курира француске амбасаде. У несрећи су погинули службеник америчке дипломатске службе Хенри В. Антел мл, француски курири и други путници.
Дана 16. јуна 1940. Совјетски Савез је извршио инвазију на Естонију. Црвена армија је изашла из својих војних база у Естонији; неких 90.000 додатних совјетских војника ушло је у земљу. Вјачеслав Молотов је оптужио балтичке државе за заверу против Совјетског Савеза и поставио ултиматум Естонији за успостављање владе коју Совјети одобравају. Естонска влада одлучила је да у складу са пактом Келог-Бријан не користи рат као инструмент националне политике, с обзиром на огромну совјетску силу и на границама и унутар земље.
Дана 17. јуна, дана када се Француска предала Немачкој, Естонија је прихватила ултиматум и државност Естоније дефакто је престала да постоји. Војна окупација Републике Естоније је завршена до 21. јуна 1940. године, а „званична“ је постала комунистичким државним ударом који су подржале совјетске трупе.
Већина естонских одбрамбених снага и естонске одбрамбене лиге предала се према наређењима естонске владе сматрајући да је отпор бескорисан. Само је естонски независни батаљон сигнализације стациониран у Талину у улици Рауа показао отпор Црвеној армији, заједно са комунистичком милицијом под називом „Народна самоодбрана“, (ест. Rahva Omakaitse) 21. јуна 1940. Како је Црвена армија довела додатна појачања уз подршку шест борбених оклопних возила, борба је трајала неколико сати до заласка сунца. Коначно је војни отпор окончан преговорима, а Самостални батаљон за везу се предао и био разоружан. Погинула су два естонска војника и неколико рањених на естонској страни и око 10 погинулих и више рањених на совјетској страни. Истог дана, застава Естоније је замењена црвеном заставом на кули Пик Херман, симболу владе у Естонији.
Од 14. до 15. јула одржани су намештени и вероватно измишљени избори на којима је било дозвољено да се кандидују само кандидати које је подржавао Совјетски Савез. Они који нису добили печат у пасошу гласајући за комунистичког кандидата ризиковали су да буду убијени. Трибунали су основани да казне "издајнике народа", оне који нису испунили "политичку дужност" гласања за улазак Естоније у СССР. Тако изабрани „парламент“ је 21. јула 1940. прогласио Естонију социјалистичком републиком и једногласно затражио да Естонија буде „прихваћена“ у Совјетски Савез. Совјетски Савез је анектирао Естонију 6. августа и преименовао у Естонску Совјетску Социјалистичку Републику.  Окупација и припајање Естоније Совјетском Савезу 1940. сматрани су илегалним и никада нису званично признати од стране Велике Британије, Сједињених Држава и других западних демократија.

### Совјетски терор
Пошто су преузеле контролу над Естонијом, совјетске власти су брзо кренуле да искорене свако потенцијално противљење њиховој владавини. Током прве године окупације (1940–1941) ухапшено је преко 8.000 људи, укључујући већину водећих политичара и војних официра у земљи. Око 2.200 њих погубљено је у Естонији, док су остали одведени у заробљеничке логоре у Русији, одакле се врло мало њих вратило живо (без извора). Дана 19. јула 1940. године, НКВД је ухватио главног команданта естонске војске Јохана Лајдонера и заједно са супругом депортовали су га у град Пенза у Русији. Лајдонер је умро у затворском логору 13. марта 1953. Председника Естоније, Константина Патса, Совјети су ухапсили и депортовали у Уфу у Русији 30. јула; умро је 1956. у психијатријској болници у Калињину (данас Твер). Укупно је ухапшено око 800 естонских официра, од којих је око половина погубљена, ухапшена или умрла од глади у заробљеничким логорима (без извора).
Када је Естонија проглашена Совјетском Републиком (ССР), посаде 42 естонска брода у страним водама одбиле су да се врате у своју домовину (око 40% предратне естонске флоте). Ове бродове су реквириле британске силе и коришћени су у атлантским конвојима. Током рата, око 1000 естонских морнара служило је у британској трговачкој марини, од којих 200 као официри. Мали број Естонаца служио је у Краљевском ратном ваздухопловству, у британској војсци и у америчкој војсци, укупно не више од две стотине.

### Совјетска репресија над етничким Русима
Непосредно након совјетског преузимања власти, локалне руске институције (друштва, новине итд.) су затворене. Културни живот који се развио током независности Естоније је уништен. Скоро сви водећи руски емигранти су ухапшени и касније погубљени.
Неки од руских белих емигранта су већ били ухапшени пре 21. јуна 1940. од стране естонске политичке полиције, вероватно да би се избегле „провокације“ током инвазије Црвене армије, а ухапшени су после тога предати у мучилишта НКВД-а након комунистичког преузимања власти.

### Совјетски историјски извори
Све до поновне процене совјетске историје у СССР-у која је почела током Перестројке, пре него што је СССР осудио тајни протокол између нацистичке Немачке и Русије из 1939. који је довео до инвазије и окупације три балтичке земље, укључујући Естонију,  догађаји 1939. године, према совјетским изворима пре Перестројке, били су следећи: у претходној провинцији Руске империје, губернији Естонији, совјетска власт је успостављена крајем октобра 1917. Естонска Совјетска Република је проглашена у Нарви 29. новембра 1918, али је пала у руке контрареволуционара и Белог покрета 1919. године. У јуну 1940. совјетска власт је обновљена у Естонији пошто су радници збацили фашистичку диктатуру у земљи.
Влада Совјетског Савеза предложила је Влади Републике Естоније да закључи уговор о узајамној помоћи између две земље. Притисак естонских радних људи приморао је естонску владу да прихвати овај предлог. 28. септембра 1939. потписан је Пакт о узајамној помоћи који је СССР-у дозволио да стационира ограничен број јединица Црвене армије у Естонији. Економске потешкоће, незадовољство политиком естонске владе „која је саботирала испуњење Пакта и естонске владе“ и политичка оријентација према нацистичкој Немачкој довели су до револуционарне ситуације 16. јуна 1940. године. У поруци совјетске владе влади Естоније сугерише се да се стриктно придржавају Пакта о узајамној помоћи. Да би се гарантовало испуњење Пакта, у Естонију су ушле додатне војне јединице, које су дочекали естонски радници који су тражили оставку естонске владе. Под вођством Комунистичке партије Естоније, 21. јуна одржане су политичке демонстрације радника у Талину, Тартуу, Нарви и другим градовима. Истог дана је збачена фашистичка влада и формирана је Народна влада коју је предводио Јоханес Вареш. Од 14. до 15. јула 1940. одржани су избори за Ригикогу естонски парламент. „Унија радника“, настала иницијативом Комунистичке партије Естоније, добила је са 84,1% учешћа бирачког тела 92,8% гласова. Државна скупштина је 21. јула 1940. усвојила декларацију о обнављању совјетске власти у Естонији и прогласила Естонску Совјетску Социјалистичку Републику. Дана 22. јула усвојена је декларација о жељи Естоније да се придружи СССР-у и у складу с тим је упућена Врховном совјету СССР-а. Захтев је одобрио Врховни совјет СССР-а 6. августа 1940. године. Државна скупштина је 23. јула сву земљу прогласила народном својином, док су банке и тешка индустрија национализоване. Државна скупштина је 25. августа усвојила Устав Естонске ССР, преименовала се у Врховни совјет Естонске ССР и одобрила Савет народних комесара Естонске ССР.

## Летњи рат
Нацистичка Немачка је 22. јуна 1941. започела инвазију на Совјетски Савез. Јосиф Стаљин је 3. јула дао изјаву преко радија позивајући на политику спаљене земље у областима које треба напустити. Шумска браћа која су се залагала за независност, са 12.000 бораца, напали су снаге НКВД-а и 8. армије. Борбу против Шумске браће и спровођење тактике спаљене земље пратио је терор над цивилним становништвом, које је третирано као да су присталице устаника. Батаљони за уништавање спалили су фарме и неке мале општине. Заузврат, припадници батаљона за истребљење били су у опасности од одмазде од стране антисовјетских партизана.
Хиљаде људи, укључујући велики део жена и деце, је убијено, док је десетине села, школа и јавних зграда спаљено до темеља. У августу 1941. убијени су сви мештани села Виру-Кабала. У масакру у Каутли убијено је двадесет људи, а десетине фарми су уништене. Низак број људских жртава у поређењу са бројем спаљених фарми је последица тога што је извиђачка група Ерна пробила блокаду Црвене армије на том подручју, омогућивши многим цивилима да побегну. Повремено су батаљони спаљивали живе људе. Батаљони за уништавање убили су 1.850 људи у Естонији. Готово сви су били партизани или ненаоружани цивили.
Након што је немачка 18. армија прешла естонску јужну границу 7–9. јула, Шумска браћа су се организовала у веће јединице. Већа офанзива се догодила у Вастселини, где су Шумска браћа спречила совјетско уништење града и ухватила у замку шефове батаљона за истребљење и локалне комунистичке администраторе. 7. јула су успели да развију естонску заставу у Вастелини. Виру је касније ослобођен и до тренутка када је 18. армија стигла, плаво-црно-беле заставе су већ вијориле а Шумска браћа су се организовала у милицију Омакаитсе.
Битка код Тартуа трајала је две недеље и уништила је велики део града. Шумска браћа су отерали Совјете из Тартуа, иза линије река Парну – Емајиги и обезбедили контролу Естоније до 10. јула.  НКВД је убио 193 особе у затвору Тарту приликом повлачења 8. јула.
1. армија је наставила напредовање у Естонији радећи у сарадњи са Шумском браћом. Заједничке естонско-немачке снаге заузеле су Нарву 17. августа.[67] До краја августа Талин је био опкољен, док је у луци била већина Балтичке флоте. 19. августа почео је последњи немачки јуриш на Талин. Заједничке естонско-немачке снаге заузеле су 28. августа естонску престоницу. Совјетска евакуација Талина носила је велике губитке. Тог дана, раније оборена Црвена застава на Пик Херману замењена је заставом Естоније. Након што су Совјети протерани из Естоније, немачке трупе су разоружале све групе Шумске браће.[67][68] Естонска застава је убрзо замењена заставом Немачке.

Дана 8. септембра, немачке и естонске јединице покренуле су операцију Беовулф како би очистиле совјетске снаге са западноестонског архипелага. Операција је постигла своје циљеве до 21. октобра.

### Штете
Од стране совјетских служби државне безбедности, батаљона за уништавање, Црвене армије и Балтичке флоте убијено је 2.199 људи, међу којима 264 жене и 82 деце. Велика штета је причињена естонском Велетрговском друштву, естонском Извозном предузећу за месо и Централном удружењу задружних млекара. Уништено је 3.237 фарми. Укупно је уништено 13.500 зграда. У Совјетски Савез је пренета опрема из Талинског инжењерског комбината „Ред Крул“, радио-фабрике „Радио Пионир“ и Северне фабрике целулозе и папира. Додатно су евакуисане сировине, полупроизводи и готови производи. Укупно: индустријска опрема вредности 36.849 рубаља, 362.721 рубаља, транспортна средства у вредности од 82.913 рубаља, готови производи у вредности од 94.315 рубаља. Заједно са полупроизводима и прехрамбеним производима, укупно 606.632 рубаља.
У пожарима 12. и 13. јула изгорело је седиште Одбрамбене лиге Естоније, кампус Ветеринарског и Пољопривредног факултета Универзитета у Тартуу и више универзитетских зграда. Уништено је неколико универзитетских библиотека и 135 великих приватних библиотека, укупно изгубљено 465.000 књига, много архивске грађе и 2.500 уметничких дела. Међу њима су биле библиотеке Аино и Густава Суитса и Ауроре и Јоханеса Семпера.

## Немачка окупација
Већина Естонаца је дочекала Немце релативно раширених руку и надала се обнављању независности. У Јужној Естонији су успостављене администрације за независност, које је водио Јури Улуотс, а координациони савет је успостављен у Тартуу чим се совјетски режим повукао и пре него што су немачке трупе стигле. Шумска браћа која су отерала Црвену армију из Тартуа су ово омогућила. Све је то било узалуд пошто су Немци распустили привремену владу и Естонија је постала део Рајхскомесаријата Остланд који су окупирали Немци. Основана је Зихерхајтсполицај за унутрашњу безбедност.
У априлу 1941, уочи немачке инвазије, Алфред Розенберг, министар Рајха за окупиране источне територије, балтички Немац, рођен и одрастао у Талину, Естонија, изложио је своје планове за исток. Према Розенбергу, створена је будућа политика:
1. Германизација „расно подобних“ елемената.
2. Колонизација од стране германских народа.
3. Изгнанство, депортације непожељних елемената.

Розенберг је сматрао да су „Естонци били највише германски међу људима који живе у балтичком подручју, који су већ достигли 50 одсто германизације кроз дански, шведски и немачки утицај“. Неподобни Естонци је требало да буду пресељени како би се направио простор за немачке колонисте. Уклањање 50% Естонаца било је у складу са Генералпланом Ост, међутим планом није било предвиђено само њихово пресељење, већ рад и смрт од глади. ‍:54–55
Почетни ентузијазам који је пратио ослобођење од совјетске окупације брзо је спласнуо и Немци су имали ограничен успех у регрутовању добровољаца. Од 1942. године, око 3400 људи побегло је у Финску да се боре у финској војсци уместо да се придруже Немцима. Фински пешадијски пук 200 формиран је од естонских добровољаца који су побегли од присилне мобилизације 1943–1944. у немачке снаге у Естонији. Јединица се борила против Црвене армије на Карелском фронту. У јуну 1942. политички лидери Естоније који су преживели совјетске репресије одржали су тајни састанак на коме се разговарало о формирању илегалне естонске владе и опцијама за очување континуитета републике. 6. јануара 1943. одржан је састанак у естонској страној делегацији у Стокхолму. Да би се сачувао правни наставак Републике Естоније, одлучено је да последњи уставни премијер Јури Улуотс мора да настави да испуњава своје дужности премијера. У јуну 1944. електорска скупштина Републике Естоније окупила се у тајности од окупаторских власти у Талину и именовала Јурија Улуотса за премијера са одговорношћу председника. Јури Улуотс је 21. јуна именовао Ота Тиефа за заменика премијера. Пошто је победа савезника над Немачком постала извесна 1944. године, једина опција да се спасе независност Естоније била је да се спречи нова совјетска инвазија на Естонију до капитулације Немачке. 

### Холокауст
Први записи о Јеврејима у Естонији датирају из 14. века. Трајно јеврејско насељавање у Естонији почело је у деветнаестом веку, када је 1865. руски цар Александар II доделио Јеврејима са универзитетским дипломама и трговцима трећег цеха право да уђу у регион.
Стварање Републике Естоније 1918. означило је почетак нове ере за Јевреје. Отприлике 200 Јевреја се борило у борби за стварање Републике Естоније, а 70 од њих су били добровољци. Влада Естоније је 12. фебруара 1925. усвојила јединствен закон у међуратној Европи који се односи на културну аутономију етничких мањина. Јеврејска заједница је брзо припремила своју апликацију за културну аутономију. Састављена је статистика о грађанима Јевреја. Укупно их је било 3045, испуњавајући минимални услов од 3000. У јуну 1926. године изабран је Јеврејски културни савет и јеврејска културна аутономија је проглашена. Јеврејска културна аутономија била је од великог интереса за глобалну јеврејску заједницу. Јеврејска национална задужбина уручила је Влади Републике Естоније захвалницу за ово достигнуће.
У време совјетске окупације 1940. године било је око 4000 естонских Јевреја. Многи Јевреји су депортовани у Сибир заједно са осталим Естонцима од стране Совјета. Процењује се да је ову судбину доживело 500 Јевреја.
Јеврејска заједница је била међу првима окупљена у складу са Генералпланом Ост који је захтевао уклањање 50% грађана Естоније. Са инвазијом на Балтик, нацистичка влада је имала намеру да користи балтичке земље као своје главно подручје масовног геноцида. 
Сходно томе, Јевреји из земаља ван Балтика су тамо отпремани. Од око 4.300 Јевреја у Естонији пре рата, између 950 и 1.000 је било заробљено од стране нациста. Процењује се да је у Естонији убијено око 10.000 Јевреја након што су депортовани у тамошње логоре из других делова источне Европе. Седам познатих етничких Естонаца су се суочили са суђењима за злочине против човечности. Од поновног успостављања независности Естоније основана је Естонска међународна комисија за истраживање злочина против човечности.
Естонија (заједно са Аустријом, Литванијом, Норвешком, Румунијом, Шведском, Сиријом и Украјином) добила је оцену у категорији Ф: „Тотални неуспех“ („земље, које у принципу одбијају да истражују, а камоли да кривично гоне осумњичене нацистичке ратне злочинце“ ) од стране Центра Симон Визентал о статусном извештају о истрази и кривичном гоњењу нацистичких ратних злочинаца за 2006.

## Естонске војне јединице 1941–1943

### Естонске јединице у немачким снагама
Године 1941. у Немачкој је објављено да ће додатне снаге за борбену подршку, Вафен-СС јединице бити формиране од оних који нису немачки држављани. Циљ је био стицање додатне радне снаге из окупираних нација. До марта 1942. регрутовани Естонци су углавном служили у позадини обезбеђења Групе армија Север. Немачке силе су 28. августа 1942. објавиле легално формирање Естонске легије у оквиру снага борбене подршке, јединица Вафен СС Верфигунгструпе, са оберфирером Францом Аугсбергер као командантом. До 13. октобра 1942. појавило се 500 добровољаца. У пролеће 1943. додатни људи су регрутовани из полиције и број се попео на 1.280. Батаљон „Нарва“ је формиран од првих 800 људи Легије који су завршили обуку у Дембици, а послат је у априлу 1943. да се придружи дивизији Викинг у Украјини. Они су заменили Фински добровољачки батаљон, повучен у Финску из политичких разлога. 
Батаљон „Нарва“ учествовао је у бици код Корсунско-Черкаског џепа. Повлачећи се кроз руту за бекство звану Врата пакла, батаљон је био под тешком совјетском ватром са мало заклона. Батаљон је изгубио скоро сву опрему током масакра, док је већина трупа побегла из окружења. 
У марту 1943. немачке окупационе силе су регрутирале мушкарце рођене у Естонији између 1919. и 1924. године. До августа 1943. године, 5300 људи је регрутовано у естонску легију и 6800 у службу подршке немачком Вермахту. Мобилизацијом у октобру 1943. позвани су мушкарци рођени 1925–1926. 5. маја 1943. године формирана је 3. естонска СС добровољачка бригада која је послата на фронт код Невеља. Последица мобилизације из 1943. био је талас од око 5.000 Естонских мушкараца који су бежали у Финску како би избегли регрутацију. Више од половине ових мушкараца добровољно се пријавило за службу у финским оружаним снагама.

### Естонски стрељачки корпус у Црвеној армији
У јуну 1940. године, док је естонска војска интегрисана у совјетску војну структуру, где је било 16.800 људи, именована је као „22. територијални стрељачки корпус“. 5.500 естонских војника служило је у корпусу током прве битке, а њих 4.500 прешло је на немачку страну. У септембру 1941. године, када је корпус ликвидиран, било је још 500 претходних естонских војника.
Од мобилисаних око 33.000 Естонаца у лето 1941, око половина тих мушкараца коришћено је за војну службу; остали су страдали у концентрационим логорима Гулаг и радним батаљонима, углавном у првим месецима рата.
Естонске војне јединице у саставу Црвене армије почеле су да се формирају у јануару 1942. од етничких Естонаца који су живели у СССР-у. Совјетски извор сугерише да је маја 1942. године у националним јединицама било скоро 20.000 Естонаца. 8. естонски стрељачки корпус, како су ове јединице назване после септембра 1942. године, стигао је на фронт у руском граду Великије Луки у децембру 1942. године и претрпео велике губитке у борби, као и пребег око 1.000 људи на немачку страну. После тога, стрељачки корпус је замењен другим националностима из СССР-а. Главна активност корпуса у другом делу рата било је учешће у биткама за Естонију.

## Борбе 1944.
У јануару 1944, Совјетски Лењинградски фронт (група Совјетске армије у региону Лењинграда) је присилио Спонхајмерову групу да се врати на бившу естонску границу. Дана 31. јануара, Самоуправа (марионетска влада Естоније) објавила је општу регрутацију-мобилизацију. Јури Улуотс, последњи уставни премијер Републике Естоније, вођа естонске илегалне владе одржао је радио обраћање 7. фебруара у којем је замолио војно способне мушкарце рођене 1904–1923. да се јаве у војску. Пре тога, Улуотс се противио естонској мобилизацији као незаконитој према Хашким конвенцијама. Улуотс се надао да ће упуштањем у такав рат Естонија успети да привуче западну подршку циљу независности од СССР-а. Мобилизација је наишла на широку подршку Естонаца и регрутовано је 38.000 мушкараца. После мобилизације у Естонији је било под оружјем око 50.000–60.000 Естонаца. Добровољачка естонска легија створена 1942. била је  под Вафен-СС 1944. и проширена у 20. Вафен гренадирску дивизију СС (1. естонска) док су друге естонске јединице које су се бориле на различитим фронтовима на немачкој страни хитно пребачене у Естонију. Поред тога, формирано је и шест батаљона граничне одбране. У јесен 1944. процењује се да је под оружјем био исти број Естонаца као у време естонског рата за независност, укупно око 100.000 људи. Волонтери из Норвешке, Данске, Холандије и Белгије су такође били распоређени у Естонији у оквиру Спонхајмер групе.

### Формирање мостобрана у Нарви
Совјетска офанзива стигла је до реке Нарве 2. фебруара. Совјетске јединице 2. ударне армије и 8. армије успоставиле су неколико мостобрана на западној обали северно и јужно од града Нарве. Дана 7. фебруара, 8. армија је проширила мостобран у мочвари Кривасо јужно од Нарве пресекавши пругу Нарва–Талин иза немачког СС тенковског корпуса. Штаб Лењинградског фронта није могао да искористи прилику да опколи мању немачку армијску групу. Група Спонхајмер је држала своје позиције у компликованој ситуацији. У исто време, совјетски 108. стрељачки корпус је искрцао своје јединице преко језера Пеипус и успоставио мостобран око села Мирапалу. Игром случаја, Естонска дивизија која је кренула на фронт Нарва стигла је до тог подручја. У борби 14–16. фебруара, 1. батаљон, СС добровољачки гренадирски пук 45 Естланд (1. естонски) и батаљон 44. пешадијског пука (који се састојао од особља из источне Пруске) уништили су искрцане совјетске трупе. Искрцавање код Мерекула изведено је истовремено, пошто се совјетска 260. независна морнаричка пешадијска бригада од 517 војника искрцала у обалску општину Мерекула иза линија Спонхајмер групе. Међутим, амфибијска јединица је скоро потпуно уништена.

### Нарва офанзиве, у фебруару и марту
Друга ударна армија покренула је нову Нарвску офанзиву 15. фебруара истовремено са мостобрана северно и јужно од града Нарве са циљем да опколи 3. СС Панцер корпус. После жестоких борби, исцрпљена совјетска армија обуставила је своју операцију 20. фебруара. Од почетка јануара, Лењинградски фронт је изгубио 227.440 људи, рањених, погинулих или несталих у акцији, што је чинило више од половине трупа које су учествовале у Лењинградско-Новгородској стратешкој офанзиви.
Пауза између офанзива искоришћена је за довођење додатних снага са обе стране. Дана 24. фебруара (Дан независности Естоније), испуњавајући свој први задатак на фронту Нарва, нови 45. и 46. СС добровољачки гренадирски пукови (1. и 2. естонски) извршили су контранапад да разбију совјетске мостобране. Нападом 2. естонског пука уништен је совјетски мостобран Ригикула. Нападом 1. и 2. естонског пука ликвидиран је мостобран Сиверци до 6. марта.
До почетка марта, руководство Лењинградског фронта је извукло девет корпуса против седам немачких дивизија и једне бригаде које су браниле Нарву. Совјетска офанзива Нарве (1–4. март 1944) почела је југозападно од Нарве са циљем да заобиђе и опколи цитаделу. Стрељачки корпус 59. армије опколио је 214. пешадијску дивизију и естонски 658. и 659. источни батаљон који су пружали отпор. Ово је команди армијског одреда „Нарва” дало довољно времена да се креће у свим расположивим јединицама и одбије офанзиву.
Совјетски ваздушни напад сравнио је историјски град Нарву 6. марта 1944. године. Уследио је напад пешадије 2. ударне армије на Ивангородски мостобран на источној обали реке 8. марта. Истовремено су се водиле борбе на северу града, где је совјетски 14. стрељачки корпус уз подршку артиљерије 8. естонског стрељачког корпуса покушао да пробије немачку одбрану коју су држали естонски пукови. Напади су одбијени уз велике губитке за Совјете.
Совјетска авијација дугог домета напала је Талин у ноћи пре 9. марта. Отприлике 40% стамбеног простора је уништено у граду - 25.000 људи остало без склоништа, а 500 цивила је убијено. Резултат ваздушног напада био је супротан совјетском циљу, да натерају Естонце да не подрже немачку страну, јер су Естонци осећали гађење због совјетских зверстава и више мушкараца се одазвало позиву Немачке за регрутацију.
Шест дивизија, оклопна возила и артиљерија совјетског 109. стрељачког корпуса и доведени 6. стрељачки корпус покренули су офанзиву Нарве (18–24. марта 1944) усмерену ка железничкој станици у Аувереу. Ослабљена немачка 61. пешадијска дивизија држала је своје одбрамбене положаје. Кампфгрупа Штрахвиц уништила је ударни клин совјетске 8. армије 26. марта на западном крају мостобрана Кривасо. Кампфгрупа је уништила источни врх мостобрана 6. априла и инспирисана својим успехом покушала је да елиминише мостобран у целини, али није успела да настави због пролећног одмрзавања које је учинило мочвару непроходном за њену тенковску ескадрилу. Релативно затишје на фронту владало је до краја јула 1944.

### Синимаед брда
Совјетска 8. армија је покренула почетни напад Нарва офанзиве на железничку станицу у Ауверу. 44. пешадијски и 1. естонски пук су га одбили наневши велике губитке Совјетима. 3. СС Панцер корпус је евакуисан из Нарве и фронт је постављен на линију Таненберг на брдима Синимаед 26. јула.
Совјетска претходница напала је линију Таненберг освајајући део најисточнијег од три брда. Совјетски покушаји да освоје остала брда су пропали следећег дана. Немачки контранапад 28. јула је потом пропао под одбраном совјетских тенковских пукова. Снаге 3. армијског корпуса заузеле су своје нове положаје на  централном од три брда.
Врхунац битке код Таненбергове линије био је совјетски напад 29. јула. Совјетске ударне јединице су сузбиле немачки отпор код Ластекодумагија, док су совјетске главне снаге претрпеле тешке губитке у накнадном нападу на Гренадеримаги. Совјетски тенкови су опколили Гренадеримаги и најзападнији Торнимаги. У исто време, СС-обергрупенфирер Феликс Штајнер је послао преосталих седам немачких тенкова који су узвратили изненађеним совјетским оклопним снагама. Ово је омогућило мултинационалној борбеној јединици да поново освоји Гренадеримаги. Од 136.830 Совјета који су покренули операцију Нарва, јула 1944. године, неколико хиљада је преживело, а совјетски тенковски пукови су уништени.
Уз помоћ брзих појачања, Црвена армија је наставила са нападима. Ставка је захтевала да се војни одред „Нарва“ уништи а град Раквере освоји најкасније до 7. августа, али њихови бројни покушаји нису успели да сломе одбрану „Нарве“. Говоров је прекинуо совјетску офанзиву 10. августа.

### Југоисточна Естонија
Када је естонска операција пропала у Синимаеду, борба је пренета на југ од језера Пеипус. Главни удар совјетске Тарту офанзивне операције био је усмерен на град Печори. Совјетска 67. армија је 10. августа пробила одбрану 28. армијског корпуса. 43. стрељачка дивизија је 13. августа заузела град Виру и натерала трупе 18. армије на обале река Гауја и Мали Емајиги. Немачке јединице уз подршку локалних батаљона цивилне одбране Омакаитсе утврдиле су своје положаје дуж реке Мале Емајиги и одбиле бројне совјетске покушаје до 14. септембра.
Група армије Север предала је одбрану града Тартуа борбеној групи Вагнер, којој је недостајало довољно трупа да попуни линију. 3. Балтички фронт је 23. августа покренуо артиљеријски бараж на положаје 2. батаљона, 2. естонског пука у селу Нио југоисточно од Тартуа. Совјетска 282. стрељачка дивизија, 16. тенковска бригада и два пука самоходне артиљерије прошли су одбрану и заузели стратешки важан мост  преко реке Емајиги западно од Тартуа. Дана 25. августа, три совјетске стрељачке дивизије уз подршку оклопних и артиљеријских јединица освојиле су град и успоставиле мостобран на северној обали реке Емајиги.
Александер Варма, амбасадор Естоније у Финској, саопштио је да је Национални комитет Републике Естоније 1. августа послао телеграм у коме се наводи: „Естонци се враћају кући!“. Тада је објављено да ће фински пешадијски пук 200 бити распуштен и да се добровољци могу слободно вратити кућама. Са Немцима је постигнут договор, а Естонцима је обећана амнестија ако се врате. 1. батаљон финских момака, батаљони естонске полиције бр. 37 и 38 и тенковска ескадрила уништили су мостобран две совјетске дивизије западно од града до 30. августа и заузели мост Керевере. Дана 4. септембра, операција којом су командовали Ребане, Вент и оберстлеутнант Мајнрад фон Лаухерт покушала је да поново заузме Тарту. Напад су одбиле јединице 3. Балтичког фронта.

### Балтичка офанзива
Пошто је Финска изашла из рата 4. септембра 1944. године, према мировном споразуму са Совјетима одбрана копна постала је немогућа и команда Групе армија Нарва је почела да припрема евакуацију из Естоније. Три совјетска балтичка фронта су 14. септембра покренула офанзивну операцију у Риги дуж целе дужине немачког фронта 18. армије који се протезао од града Мадона у Летонији до ушћа реке Мала Емајиги. На естонском сегменту од железничког чвора Валга до језера  3. балтички фронт је напао. У жестоким борбама, немачки 28. армијски корпус и батаљони Омакаитсе држали су своје положаје против надмоћне совјетске армије.
Совјетска Талинска офанзива 2. ударне армије почела је у раним јутарњим сатима 17. септембра. Након артиљеријског баража од 132.500 граната и граната испаљених на немачки 2. армијски корпус, 8. естонски стрељачки корпус, 30. гардијски стрељачки корпус и 108. стрељачки корпус прешли су Емајиги у 25 км широком фронту источно од Тартуа и прешли у офанзиву уз оклопну и ваздушну подршку. Пробијена је одбрана 2. армијског корпуса. Једино је борбена група "Ребане" смештена у близини Тартуа успешно одржала свој предњи сегмент. Алфонс Ребане је извукао своје трупе уз велике губитке. Група армија Нарва и 28. армијски корпус, најсевернији елементи Групе армија Север, били су у опасности да буду опкољени и уништени. Шернер је наредио групи армија Нарва да напусти одбрану линије Емајоги и фронта Нарва и да се евакуише из копнене Естоније.
Три немачке дивизије у западноестонском архипелагу (архипелаг Монсунд) су пружале отпор до 23. новембра 1944.
Према совјетским подацима, освајање територије Естоније коштало их је 126.000 жртава. Борбе на фронту у Нарви вероватно су додале цифри 480.000. Са немачке стране, њихови сопствени подаци показују 30.000 мртвих што је највероватније потцењено; реалнија цифра би била 45.000.

## Покушај обнављања независности
Како су се Немци повлачили, 18. септембра Јури Улуотс је формирао владу коју је предводио заменик премијера Ото Тиеф. Застава нацистичке Немачке на Пик Херману замењена је заставом Естоније два дана касније. 21. септембра проглашена је национална влада Естоније. Естонске снаге заузеле су владине зграде у Томпеи и наредиле немачким снагама да је напусте. Црвена армија је заузела Талин 22. септембра, а естонска застава на Пик Херману замењена је црвеном заставом. После евакуације немачких снага, естонске војне јединице под командом контраадмирала Јохана Питке наставиле су да пружају отпор Црвеној армији. Естонске трупе су поражене од совјетских напредних јединица у биткама одржаним 23. септембра западно од Талина код Кејле и Ристија.
Естонска илегална влада, коју није званично признала ни нацистичка Немачка ни Совјетски Савез, побегла је у Стокхолм у Шведској и деловала је у егзилу до 1992. године, када је Хајнрих Марк, премијер Републике Естоније на дужности председника у егзилу, предао акредитиве новоизабраном председнику Естоније Ленарту Мерију. Дана 23. фебруара 1989. на Пик Херману је спуштена застава Естонске ССР, а 24. фебруара 1989. замењена је заставом Естоније.

## Совјетски повратак
Совјетске снаге су поново освојиле Естонију у јесен 1944. након жестоких борби на североистоку земље на реци Нарви (Битка код Нарве) и на линији Таненберг. Године 1944, уочи поновне окупације земље од стране Црвене армије, 80.000 људи је побегло из Естоније морем у Финску и Шведску, постајући ратне избеглице, а касније и исељеници. 25.000 Естонаца стигло је у Шведску и још 42.000 у Немачку. Током рата око 8.000 естонских Швеђана и чланова њихових породица емигрирало је у Шведску. Након повлачења Немаца, око 30.000 Шумске браће остало је да се крије у естонским шумама, да се припреме за масовни герилски рат. Командант 46. СС Гренадирског пука, Фридрих Кург, био је са већином својих људи у естонским шумама.
Године 1949, 27.650 совјетских војника је још водило рат против Шумске браће. Само масовна депортација 1949. када је одведено око 21.000 људи разбила је основу устаничког покрета. 6.600 Шумске браће предало се у новембру 1949. Касније је неуспех мађарског устанка сломио морал отпора 700 људи који су још увек били под илегалом. Према совјетским подацима, до 1953. године разоружан је 20.351 побуњеник. Од тога је 1.510 погинуло у биткама. Током тог периода, Шумска браћа су убила 1.728 припадника Црвене армије, НКВД-а и милиције. Августа Сабеа, једног од последњих преживелих Шумске браће у Естонији, открили су агенти КГБ-а и удавио се 1978. После њега било је мало живих устаника у естонским шумама. Многи од њих су умрли због старости у наредних 15 година.
Током прве послератне деценије совјетског режима, Естонијом је управљала Москва преко естонских гувернера рођених у Русији. Рођени у породицама домородаца Естонаца у Русији, потоњи су своје  образовање стекли у Совјетском Савезу током стаљинистичких репресија крајем 1930-их. Многи од њих су се борили у Црвеној армији (у Естонском стрељачком корпусу), а мало њих је савладало естонски језик.
Иако су Сједињене Државе и Уједињено Краљевство, савезници СССР-а против Немачке током Другог светског рата, признали окупацију Републике Естоније од стране СССР-а на конференцији на Јалти 1945. дефакто, владе осталих западних демократија нису признале заузимање Естоније од стране СССР-а 1940. и 1944. дејуре према декларацији Самнера Велса од 23. јула 1940. Те земље су признавале естонске дипломате и конзуле који су и даље функционисали у многим земљама у име својих бивших влада. Ове остареле дипломате су истрајале у овој ситуацији све до коначног обнављања независности Естоније 1991.
Руска Федерација, држава наследница Совјетског Савеза, је касније окончала своје војно присуство у Републици Естонији повлачењем својих последњих трупа у августу 1994. и одустајањем од контроле над постројењима нуклеарног реактора у Палдискију у септембру 1995.  

## Контроверзе
Разилазе се погледи на историју Естоније током Другог светског рата:

### Став Европског суда за људска права
Суд примећује, прво, да је Естонија изгубила независност као резултат Уговора о ненападању између Немачке и Савеза Совјетских Социјалистичких Република (познатог и као „Пакт Молотов-Рибентроп“), закљученог 23. августа 1939. и тајних додатних протокола. Након ултиматума за постављање совјетских војних база у Естонији 1939. године, у јуну 1940. дошло је до масовног уласка совјетске војске у Естонију. Законита влада земље је збачена и совјетска власт је наметнута силом. Тоталитарни комунистички режим Совјетског Савеза спроводио је велике и систематске акције против естонског становништва, укључујући, на пример, депортацију око 10.000 особа 14. јуна 1941. и више од 20.000, 25. марта 1949. године. После Другог светског рата, десетине хиљада људи су се скривале у шумама како би избегле репресију совјетских власти; део оних који су се крили активно се опирао окупационом режиму. Према подацима органа безбедности, у покрету отпора 1944–1953. убијено је око 1.500, а ухапшено скоро 10.000 људи. Прекинута немачком окупацијом 1941–1944, Естонија је остала под окупацијом Совјетског Савеза све до обнове независности 1991.

### Став естонске владе
Према естонском гледишту, окупација Естоније од стране Совјетског Савеза трајала је пет деценија, само прекинута нацистичком инвазијом 1941–1944. Након догађаја у Бронзаној ноћи 2007. године, национална конзервативна група УЕН (Уније за Европу нација) у Европском парламенту поднела је предлог резолуције којом се признаје 48 година окупације као чињеница. Коначна верзија резолуције Европског парламента, међутим, само је признала губитак независности Естоније у периоду од 1940. до 1991. и да су западне демократије сматрале да је припајање Естоније Совјетском Савезу незаконито. Пао је предлог левичарске групе Европска уједињена левица — Нордијска зелена левица за резолуцију којом се осуђује премештање споменика из Другог светског рата од стране естонске владе.

### Став руске владе
Руска влада и званичници настављају да тврде да је совјетска анексија балтичких држава била легитимна и да је Совјетски Савез ослободио земље од нациста. Они наводе да су совјетске трупе ушле у балтичке земље 1940. године након споразума и уз сагласност влада балтичких република. Они тврде да СССР није био у ратном стању и да није водио никаква борбена дејства на територији три балтичке државе, па се, реч окупација не може користити. „Тврдње о (окупацији) од стране Совјетског Савеза и повезане тврдње занемарују сву правну, историјску и политичку реалност и стога су потпуно неосноване." (руско министарство иностраних послова)

### Став ветерана
Естонски држављанин Илмар Хависте, шеф удружења естонских ветерана који су се борили на немачкој страни: „Оба режима су била подједнако зла – није било разлике између њих, осим што је Стаљин био лукавији“. Естонски држављанин Арнолд Мери који се борио на совјетској страни и касније оптужен за геноцид због своје улоге у депортацијама: „Учешће Естоније у Другом светском рату било је неизбежно. Сваки Естонац је имао само једну одлуку: на чију страну да стане у тој крвавој борби – на нацистичку или антихитлеровску коалицију. Руски држављанин Виктор Андрејев који се борио на совјетској страни у Естонији одговарајући на питање: „Како се осећате када вас називају 'окупатором'? — „Пола верује у једно, пола верује у друго.“